# Mycobacterium marinum
Mycobacterium marinum is een langzaam groeiende mycobacterie (SGM) die behoort tot het geslacht Mycobacterium en in de orde Actinobacteria. M. marinum werd voor het eerst geïdentificeerd door Aronson in 1926 en wordt geklassioficeerd als een pathogene mycobacterie. Bijvoorbeeld tuberculose-achtige infecties bij vissen (mycobacteriose) en huidlaesies bij mensen.
Mycobacterium marinum is een mycobacterie die mensen kan infecteren. Het was voorheen bekend als Mycobacterium balnei. Infectie wordt meestal geassocieerd met zwemmen of met het houden of werken met vissen (aquariumgranuloom).
De volledige genoomsequentie van M. marinum (M-stam) werd voor het eerst gepubliceerd in 2008 en later, met de opkomst van Next Generation Sequencing (NGS), werden genoomsequenties van patiëntisolaten gepubliceerd.

## Fylogenie
Eerste fylogenetische studies met behulp van gen 16S rDNA-sequentiegegevens tonen aan dat M. marinum dicht bij M. tuberculosis en M. ulcerans ligt.